# Conca Dellà
La Conca Dellà, també anomenada de vegades Conca d'Orcau, és una de les tres conques que formen el Pallars Jussà (a més de la Vall Fosca): la Conca de Tremp, o Conca Deçà, al voltant del cap de comarca, que ocupa del centre cap al sud i oest de la comarca, la Conca de Dalt, al nord, que ocupa tot l'espai a llevant de la Pobla de Segur i té el Pont de Claverol com a cap municipal, i la Conca Dellà, a l'entorn d'Isona. El terme municipal d'Isona i Conca Dellà, que és el de més extensió i població d'aquesta conca, rep aquest nom, tot i que no agrupa realment tota la Conca Dellà, ja que aquesta comprèn, a més, tot l'actual terme d'Abella de la Conca i part dels de Gavet de la Conca i Llimiana.

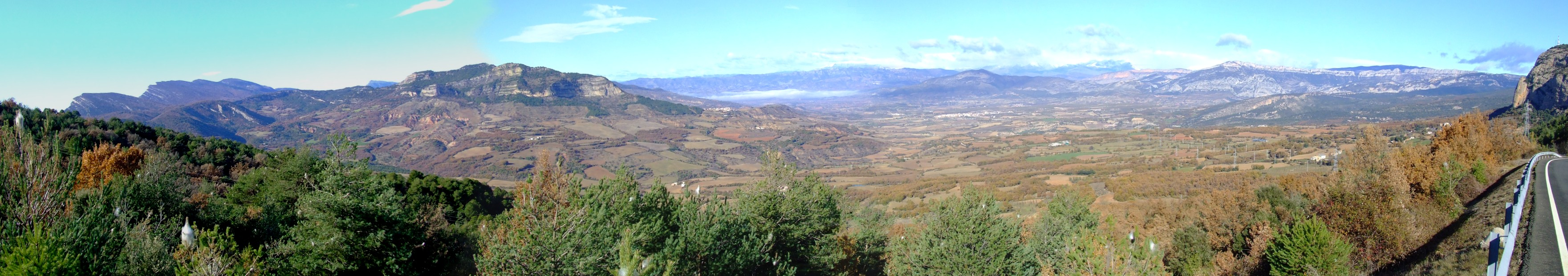
La Conca Dellà des de Comiols (sud-est)

No pertanyen, en canvi, a la Conca Dellà geogràfica els pobles de Galliner, Montesquiu i Puig de l'Anell, de l'antic terme d'Orcau i actual d'Isona i Conca Dellà, que estan situats a la Conca Deçà, o de Tremp. Són al marge esquerre de la Noguera Pallaresa al lloc del Pantà de Sant Antoni.